# جوان ماير
جوان ماير (بالفرنسية: Joanne Mayer)‏ هي راكبة الكنو فرنسية، ولدت في 16 مارس 1993 في ميلوز في فرنسا.

## وصلات خارجية
- جوان ماير على موقع اللجنة الأولمبية الدولية (الإنجليزية)
- جوان ماير على موقع أوليمبيديا (الإنجليزية)
- جوان ماير على موقع اللجنة الأولمبية الفرنسية (مؤرشف) (الفرنسية)